# Rabocskai László
Rabocskai László (Nagyajta, 1947. szeptember 15. –) erdélyi magyar természettudományi szakíró.

## Életútja
Középiskoláit a baróti líceumban (1966) végezte, majd a brassói Pedagógiai Főiskolán szerzett biológia szakos tanári oklevelet (1972). Tanulmányait a Babeș-Bolyai Egyetem Természetrajz-Biológia Karának levelező hallgatójaként egészítette ki. A Kovászna megyei Székelyszáldoboson (1972–74), Mikóújfaluban (1974–89), azt követően a sepsiszentgyörgyi Váradi József Általános Iskolában volt tanár. 1980–89 között a Málnás községhez tartozó iskolák központi igazgatója is volt.

## Munkássága
Egyike a Kovászna megyei természetbarát és természetvédő mozgalom kezdeményezőinek; ezzel a munkájával összefüggően társszerzője a Pro natura című Németh János szerkesztette természet- és környezetvédelmi útmutatónak (1994). Első írását a Falvak Dolgozó Népe közölte (1972); többnyire természetvédelmi és természettudományi népszerűsítő cikkei itt, valamint a Megyei Tükör, Háromszék, Erdélyi Gyopár, Történelmünk, Jóbarát, A Hét hasábjain jelentek meg; utóbbiban 1987–89-ben sorozata Veszélyeztetett fajok címmel.